# Тодор Камчев
Тодор Камчев Петров с псевдоним Ахил е български революционер, тиквешки войвода на Вътрешната македоно-одринска революционна организация.

## Биография
Камчев е роден в 1880 година в тиквешкия град Неготино, тогава в Османската империя, днес в Северна Македония. Баща му Камче е дребен земеделец. Тодор Камчев завършва основно образование в училището към съборния храм „Свети Атанас“, след което продължава образованието си в Щипската екзархийска прогимназия. Там е привлечен за член ВМОРО заедно с Тодор Лазаров и Христо Коцев от Трайко Калайджиев. Сред революционните дейности, които извършва Тодор Камчев са пренос на оръжие и кореспонденция. Приет е да учи в Солунската българска мъжка гимназия, но поради финансови затруднения се отказва. Започва да учителства в селата Барово (1898-1899) и Клиново (1899-1900), където заедно с Гано Митрев и Йован Златев създават комитети на ВМОРО.
През 1901 година става секретар на училищното настоятелство в родния си град, стопанисвано от българската църковна община, председателствана от Петър Атанасов. Там се свързва с революционера Александър Станоев. Добри Даскалов назначава Тодор Камчев за войвода на местната чета. С нея премахва турчина Хюсеин капитана (Усо Тимянички) и предателя Ильо Джунов, вследствие на което започват арести в града от страна на турските власти. На 30 април 1902 година в района пристига четата на Петър Юруков, която е подпомогната от тази на Тодор Камчев.
В началото на 1903 година Тодор Камчев превежда 40 членната чета на Борис Сарафов за Битолско, като междувременно събира средства за четата в Тиквешко. Междувременно е заловено писмо до Тодор Камчев, но вместо него е заловен и осъден човек на име Пано Камчев. През пролетта на 1905 година става член на Тиквешкия околийски революцинен комитет заедно с Александър Станоев и Глигор Дуйкатов. През 1906 година прогонва четата на Тодор Оровчанов от групата на Сарафистите от Тиквешко. С помощта на руския офицер Николай Сурин, който оказва влияние над Хилми паша, неутрализира засилващия се турски комитет в областта, който извършва убийства над членове на ВМОРО.
След Младотурската революция участва на митинг заедно с Енвер бей, а в 1909 година участва в основаването на Народната федеративна партия (българска секция) в Неготино. След като Тиквеш попада в Сърбия в 1913 година Камчев е сред ръководителите на Тиквешкото въстание срещу новите окупатори. Скоро след това е амнистиран от сръбската власт и се завръща в Кавадарци. След края на Първата световна война се премества с цялото си семейство в България. След 1920 година е чиновник в Македонската народна банка в София. На 25 февруари 1927 година инициира създаването на Тиквешкото македонско благотворително братство. През септември 1934 година като представител на Тиквешкото македонското братство подписва протестен протокол срещу Деветнадесетомайския преврат.
Умира на 10 май 1961 година в София.
Синът му, Крум Камчев, в 1931 година завършва право в Софийския университет, по време на Ваташкото клане е зам. околийски началник на Кавадарци.
Петре Камчевски, историк и директор на Музея в Кавадарци, е негов родственик.